# Behringwerke

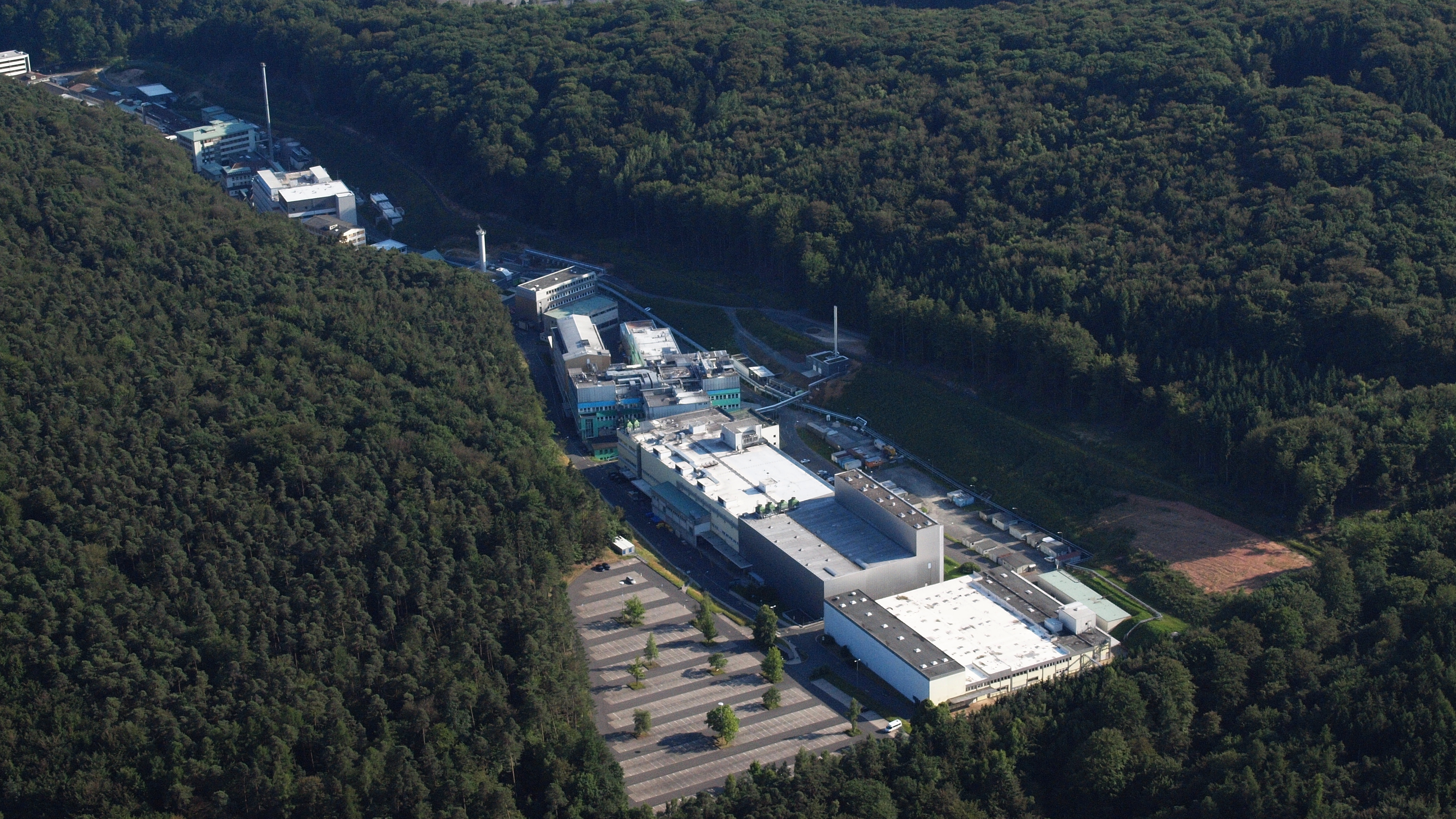
Standort Marburg-Marbach

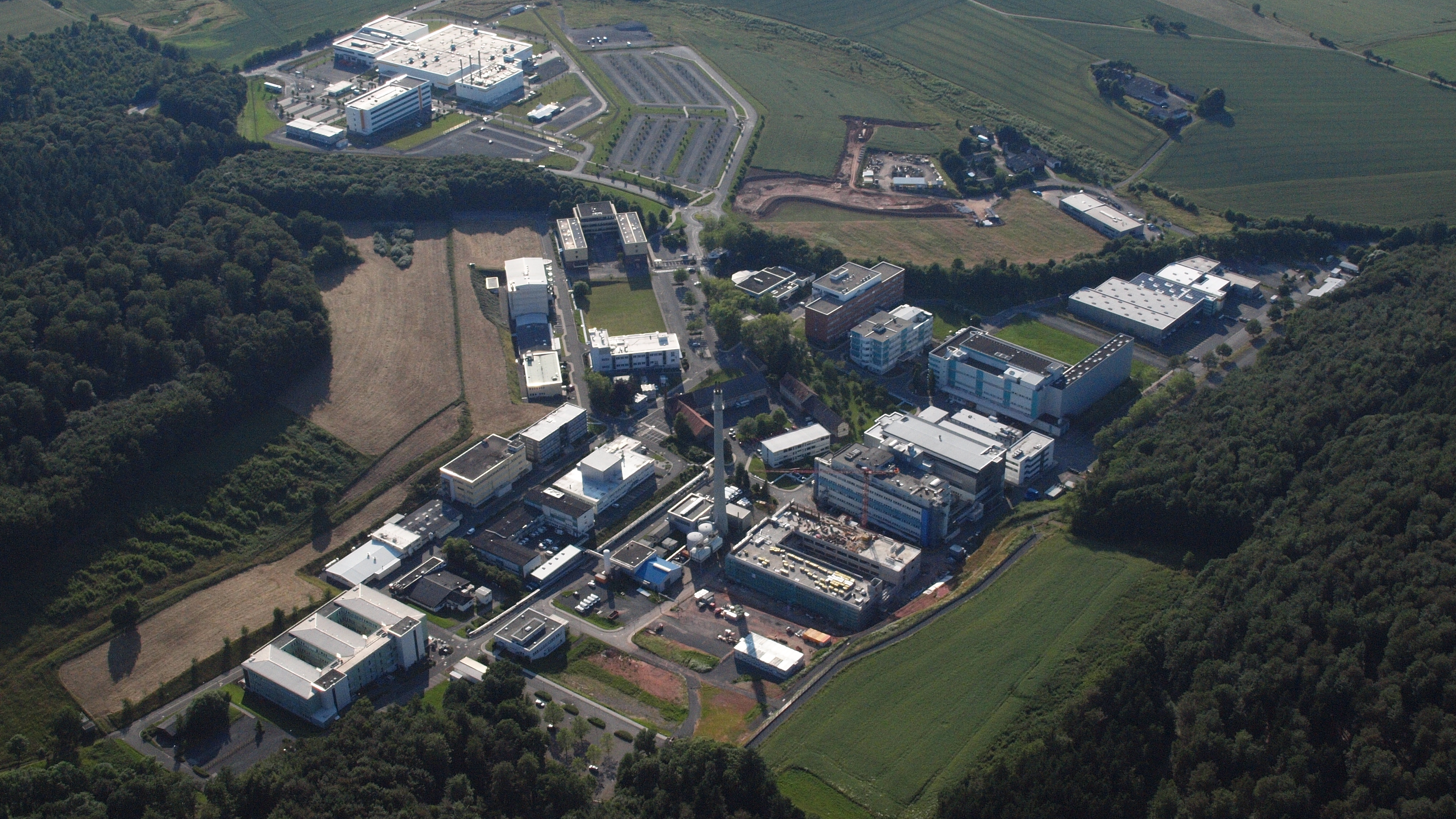
Standort Marburg-Görzhausen

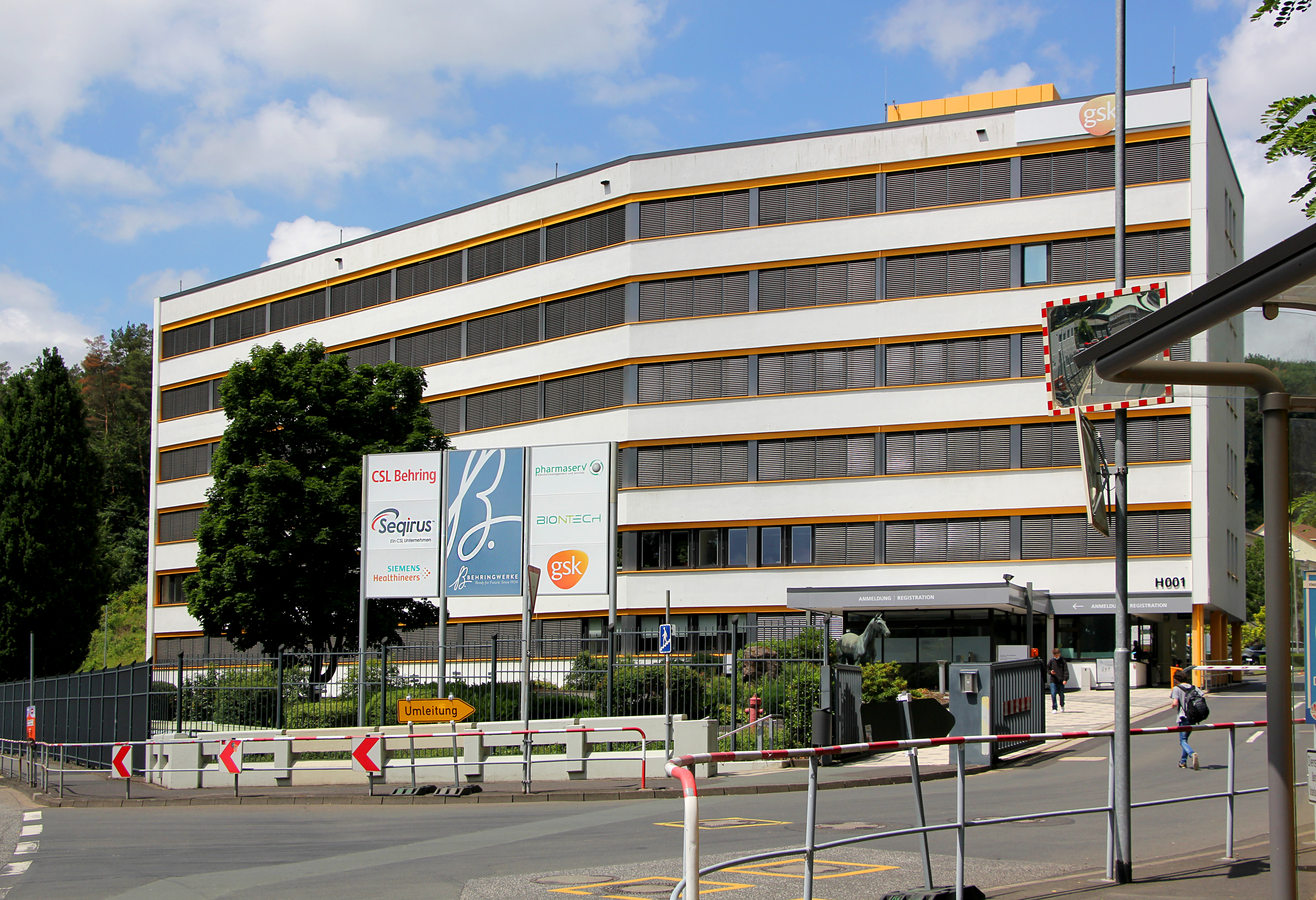
Hauptgebäude in der Emil-von-Behring-Straße, Marburg Marbach

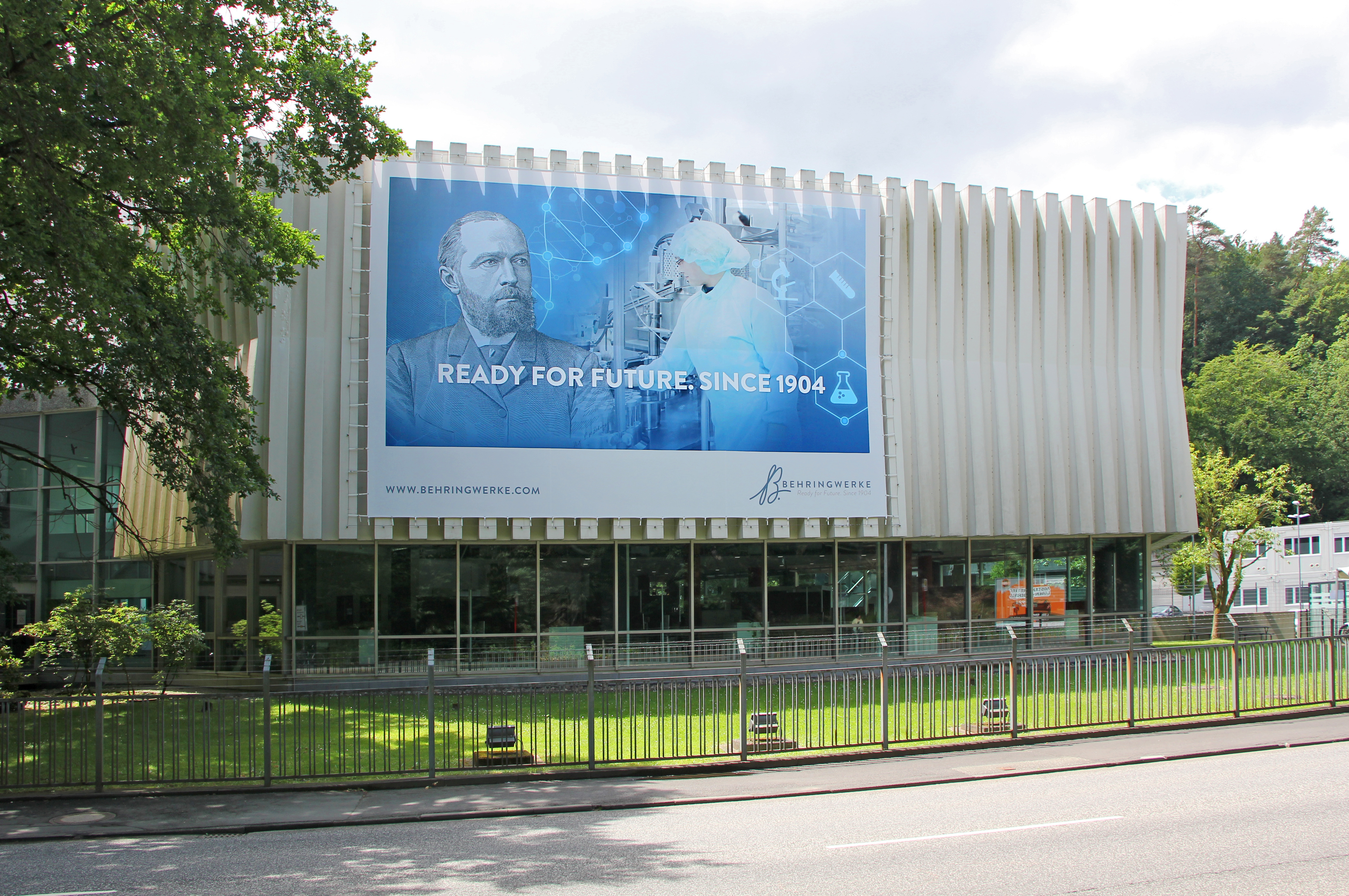
Gebäude in der Emil-von-Behring-Straße, Marburg Marbach

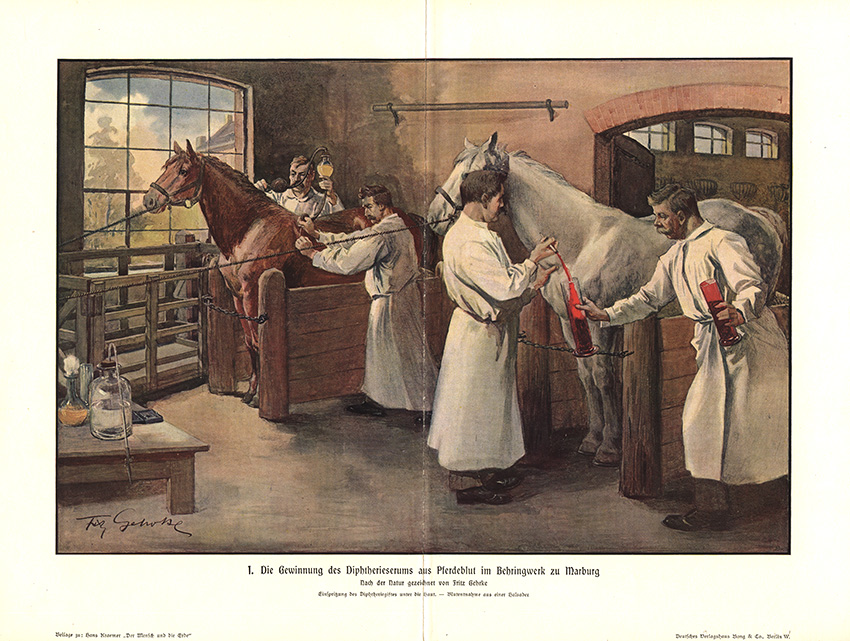
Fritz Gehrke: Illustration um 1905

Die Behringwerke bzw. Behringwerke AG waren ein pharmazeutisches Unternehmen in Marburg, das aus dem Zusammenwirken Emil von Behrings mit den Höchster Farbwerken hervorging und von 1904 bis 1997 bestand. Heute besteht in den früheren Gebäuden der Behringwerke ein bedeutender Biotechnologieverbund, in dem viele namhafte Unternehmen der Branche vertreten sind.

## Gründung und Geschichte
Emil von Behring, der 1895 Professor an der Philipps-Universität Marburg wurde, erhielt 1901 für seine Entwicklung der Serumtherapie gegen Diphtherie den Nobelpreis. Von dem Preisgeld finanzierte er die Gründung einer pharmazeutischen Fabrik zur Herstellung des Serums. Nachdem sein erstes Labor am Schloss zu klein wurde, und da die Stadt Marburg ihm kein geeignetes Grundstück zur Verfügung stellen konnte, gründete er 1904 zusammen mit dem Marburger Apotheker Carl Siebert die Behring-Werk oHG. 1913 konnte er eine alte Ziegelei im benachbarten Marbach kaufen, dem späteren Standort des Unternehmens, das als Offene Handelsgesellschaft zeitweise über 3000 Mitarbeiter beschäftigte.
1929 kam es zur Übernahme der Behringwerke durch die I.G. Farbenindustrie, das damals größte Chemie- und Pharmaunternehmen der Welt. Seit 1936 war die IG Farben AG über den Vierjahresplan direkt in die Kriegsvorbereitungen eingebunden und spätestens ab 1937 galt dies auch für die Behringwerke. Die Umstellung von Friedens- auf Kriegswirtschaft spiegelte sich in den Umsatz- und Personalzahlen wider. Während die Jahresumsätze der „Abt. Behringwerke“ von 1929 bis 1935 zwischen 7,2 und 8,7 Millionen Reichsmark schwankten, stieg der Umsatz danach kontinuierlich auf 17 Millionen Reichsmark 1938 an. Die Zahl der Beschäftigten wuchs von 1929 bis 1939 von 297 auf 513.
Von September 1941  bis zu ihrer Befreiung durch die Amerikaner im März 1945 waren Hunderte Männer und Frauen bei den Behringwerken in Marburg zur Zwangsarbeit verpflichtet. Dies waren sowohl zivile Zwangsarbeiter und Zwangsarbeiterinnen größtenteils aus osteuropäischen Ländern – sogenannte Ostarbeiter –, als auch sowjetische Kriegsgefangene. Der Anteil der Nicht-Deutschen in der Belegschaft wurde im Verlauf des Krieges immer größer. Von Juni 1943 bis Oktober 1944 stieg die Zahl der zur Zwangsarbeit Verpflichteten von 165 auf 300 und ihr Anteil an der Belegschaft verdoppelte sich nahezu von 18 auf 35 %. Bei der Einnahme von Marburg durch die US-Armee am 28. März 1945 wurden im Marbacher Zwangsarbeiterlager im Hinkelbachtal insgesamt 278 Menschen von der Zwangsarbeit befreit (37 % der Belegschaft von 744 Personen), darunter 121 sowjetische Kriegsgefangene sowie 157 zivile Zwangsarbeiter. Die meisten dieser 98 Männer und 59 Frauen stammten aus der Sowjetunion (99), die übrigen aus Kroatien (33), Lettland (15), Belgien (8) und Frankreich (1).
Unter der Leitung von Albert Demnitz beteiligten sich die Behringwerke als Teil der I.G. Farbenindustrie ab 1942 in Zusammenarbeit mit dem Hygiene-Institut der Waffen-SS an Fleckfieberversuchen an Häftlingen im KZ Buchenwald. Insgesamt wurden dabei an 537 Häftlingen  Impfstoffversuche durchgeführt, an denen 127 starben. Außerdem wurden Häftlinge als „menschliche Passagen“ missbraucht, indem sie mit Fleckfieber infiziert wurden, um ständig frische Erreger für Versuche zur Verfügung zu haben. Wie viele Menschen dadurch getötet wurden, ist nicht bekannt. Ihre Zahl wird auf 90 bis 120 geschätzt.
Nach der Auflösung der I.G. Farbenindustrie wurden die Behringwerke 1952 Teil der Hoechst AG. Auch danach vertrieben die Marburger Behringwerke Produkte wie etwa die aus Spenderblut hergestellte Serumkonserve Behringwerke über ihren Serumvertrieb Marburg GmbH.
Das Behring Institut, zuständig für medizinische Information und Vertrieb, hatte seinen Sitz in Frankfurt am Main.
Im Jahr 1967 kam es zum Ausbruch eines neuartigen Virus in den Laboren, das nach der Stadt Marburg-Virus genannt wurde. Eingeführt wurde das Virus durch für die Impfstoffproduktion eingeführte Meerkatzen aus Uganda.

## Umwandlung in einen Industriepark
Ab 1997 wurden die Behringwerke wie die gesamte Hoechst AG in verschiedene Einzelfirmen aufgeteilt und verkauft oder fusioniert (siehe auch CSL Behring, Siemens Healthineers, GlaxoSmithKline, Novartis, Dade Behring, Sanofi-Aventis, Pharmaserv).
Umgesetzt wird dies nach dem Betriebskonzept eines Industrieparks, wobei die Pharmaserv GmbH als Betreibergesellschaft der Werkteile Marbach und Görzhausen I die Infrastruktur (Straßen und Parkplätze, Versorgungsleitungen, Rechenzentrum, Logistikzentrum, Werkfeuerwehr, Mietflächen) bereitstellt. Für nicht durch die Betreibergesellschaft erbrachte Dienstleistungen (z. B. Kantinenbetrieb) haben sich diverse weitere Dienstleister auf dem Werkgelände angesiedelt (u. a. Provadis und Consortium Gastronomie GmbH).
Schon zuvor hat die Hoechst AG verschiedene Sparten verkauft und an Standorten, an denen daraufhin verschiedene Unternehmen arbeiteten, den Standortbetrieb an eigens dafür gegründete Gesellschaften ausgelagert (siehe unter anderem Infraserv Höchst, InfraServ Wiesbaden, InfraServ Gendorf, InfraServ Knapsack). In den vorherigen Fällen wurden dabei die Gesellschaftsanteile des Standortbetreibers auf die jeweiligen „Gründungsmitglieder“ des jeweiligen Industrieparks verteilt. Der Standort der ehemaligen Behringwerke in Marburg wurde jedoch in 2005 durch den Hoechst-Nachfolger Sanofi-Aventis im Rahmen eines Management-Buy-outs an Privatpersonen verkauft. Damit war der Standortbetreiber der Behringwerke laut eigener Aussage der einzige unabhängige Standortbetreiber in Deutschland, bis im Sommer 2021 der Verkauf der Holdinggesellschaft Infrareal an Gelsenwasser und Swiss Life Asset Managers bekannt gegeben wurde.

## Entwicklung als Industriepark
Bedingt durch das Wachstum der einzelnen Standortteilnehmer wurden und werden diverse Investitionen am Standort getätigt, die auch dessen Erweiterung zur Folge haben. Hervorzuheben ist beispielsweise der Aufbau des dritten Werkteils „Mars-Campus“ („Marburger Standort“) durch Novartis, welcher nach Investitionen in Höhe von 240 Mio. € 2014 eröffnet wurde. Dieser Werkteil firmiert bei der Stadt Marburg unter Görzhausen II und wird durch den Pharmakonzern selbst betrieben. Aktuell erfolgt die Erweiterung dieses Werkteils durch den neuen Eigentümer GlaxoSmithKline um neue Produktionsanlagen (geplantes Volumen: 162 Mio. €) und die Erweiterung des Logistikzentrums. Mittlerweile werden für Teile des Werkteils allerdings neue Produkte gesucht, da die Rechte der hauptsächlich produzierten Impfstoffe vom GSK-Konzern an Bavarian Nordic verkauft wurden und der Konzern innerhalb von fünf Jahren eine eigene Produktion aufbauen will.
Innerhalb des Standortes Görzhausen hat CSL Behring 2023 eine neue Anlage zur Basisfraktionierung eingeweiht, welche die zuvor im Hauptwerk Marbach befindliche Anlage ersetzt und das vierfache Volumen liefern soll. Außerdem sollen in einem zweiten Projekt weitere Verarbeitungsschritte in dem neuen Gebäude vorgenommen werden. Die Investition wird durch das Unternehmen insgesamt auf 547 Mio. € beziffert.
Zudem baute Standortbetreiber Pharmaserv für CSL Behring ein weiteres Bürogebäude für 600 Mitarbeiter, welches 2022 bezogen wurde. In diesem Gebäude sollen die auf viele kleine Bürogebäude verteilten Mitarbeiter konsolidiert werden. Ähnliches strebt die Firma CSL Behring auch für die Laboratorien aus Forschung und Entwicklung an und hat ein neues Laborgebäude für ca. 500 Mitarbeiter am Standort Görzhausen errichtet. Bei der Fertigstellung im Herbst 2022 wurde bekanntgegeben, dass es sich mit 40.000 m² Gesamtfläche, davon 7.000 m² Laborfläche um das weltweit größte Forschungs- und Entwicklungszentrum der CSL Gruppe handelt, wofür der Konzern 150 Mio. € in Marburg investiert habe. Von der Laborfläche sollen dabei 800 m² für Kooperationen mit Startups zur Verfügung stehen.
Trotz der weiterlaufenden Erweiterungsmaßnahmen hatte CSL Behring im August 2020 für einige Monate einen weltweiten Einstellungsstopp verhängt. Hintergrund waren fehlende Plasmaspenden auf Grund der Corona-Pandemie, so dass der Firma der Rohstoff zur Medikamentenherstellung ausging.
Beim Verkauf der Novartis-Impfstoffsparte an GSK 2015 waren die Grippeimpfstoffe ausgenommen. So verlieb eine Einheit mit 70 Mitarbeitern in Marburg bei Novartis und sollte bis 2017 abgewickelt werden. Letztlich wurde dann aber einen fast dreistelliger Millionenbetrag investiert und der Standort bis 2020 auf 300 Mitarbeiter erweitert. Diese Einheit wurde 2020 an Biontech verkauft und bildete die Grundlage für das dortige Impfstoffwerk, welches bis zu 750 Millionen Dosen des Corona-Impfstoffes pro Jahr herstellen kann, wobei die Abfüllung an einem anderen Standort stattfinden soll. Die Produktion von Tozinameran hat im März 2021 begonnen. 2023 wird der Standort zusätzlich um eine eigene Plasmid-Herstellung erweitert.
Schon 2018 wurde auf Anordnung des Regierungspräsidiums die Erweiterung der Werkfeuerwehr umgesetzt, so dass zu den freiwilligen Kräften noch je 6 hauptberufliche Kräfte im 24-Stunden-Dienst kommen.
In Marburg, Marbach und Görzhausen arbeiten derzeit (Februar 2023) ungefähr 7.000 Personen verteilt auf 16 Unternehmen. In Summe sind die Standorte rund 67,4 ha groß.

## Weitere Entwicklung
Auf Grund des aktuellen Wachstums wurden 2017 seitens der Stadt zusätzliche Erweiterungsmöglichkeiten für den Standort geprüft. Dazu wurden zunächst die Bebauungspläne für den Werkteil Görzhausen I angepasst und Grundflächenzahl (um 100 %) sowie Baumassenzahl (um 60 % bzw. 100 %) deutlich erhöht.
Mit einem neuen „Masterplan“ der Stadt sollten 2020 außerdem die Rahmenbedingungen für weiteres Wachstum und perspektivisch die Grundlagen für den Werkteil „Görzhausen III“ gelegt werden. Hierbei ging es insbesondere um die Ausweitung der Infrastruktur zur Anbindung des Standorts (Verkehr/ÖPNV, Versorgung mit Wasser, Strom, Gas und Datennetzen). Mittlerweile ist (Stand 2023) bekannt, dass sich Biontech die gesamte Fläche „Görzhausen III“ von 180.000 m² für die eigene Erweiterung reserviert hatte.

## Aktuelle Unternehmen am Standort
Im Folgenden eine Auflistung der größten Unternehmen am Standort. Hinzu kommen weitere Dienstleister.
Umsatzzahlen sind, sofern sie für den Standort angegeben werden, aus dem Bundesanzeiger entnommen. Die Mitarbeiterzahlen stammen sofern nicht anders belegt aus einer Infobroschüre des Ausbildungsdienstleisters Provadis.
Im Januar 2021 verkaufte GSK Teile seiner Forschungsabteilung mit 80 Mitarbeitern an den Entwicklungsdienstleister Nexelis. Der Standort soll neben Aufgaben für GSK weitere Projekte übernehmen und zu diesem Zweck erweitert werden.
Zum Juli 2022 siedelte sich zudem das Startup Xinial am Standort an.
| Unternehmen          | Produkt/Leistung                                       | Mitarbeiter | Umsatz (Mio. €) |
| -------------------- | ------------------------------------------------------ | ----------- | --------------- |
| CSL Behring          | Medikamente gegen Gerinnungsstörungen                  | 3.300       | 2.081           |
| GlaxoSmithKline      | Impfstoffe (z. B. FSME, Tollwut, Tetanus)              | 1.000       |                 |
| Siemens Healthineers | Labordiagnostik v. a. für Hämostase und Plasmaproteine | ca. 1.300   |                 |
| Pharmaserv           | Standortbetrieb                                        | 650         | 107             |
| Infrareal            | Standortbetrieb                                        | 100         |                 |
| BioNTech             | mRNA-Impfstoff, Biosimilars                            | 700         |                 |
| Nexelis              | Entwicklung von Medikamenten                           | 80          |                 |
| Dockweiler Chemicals | Prozesschemikalien                                     | ca. 50      |                 |

## Bedeutung für die Stadt Marburg und die Region

### Arbeitsplätze
Als Gesamt-Standort sind die Behringwerke mit ca. 6.000 Mitarbeitenden größter Arbeitgeber vor Universität und dem privatisierten Universitätsklinikum.

### Stadtfinanzen
Die Nachfolgebetriebe der Behringwerke sind die größten Steuerzahler der Stadt. So stammten in den Jahren 2015 bis 2018 durchschnittlich 90 Millionen Euro bzw. etwa 80 % der gesamten Gewerbesteuereinnahmen der Stadt vom Standort. Im Jahr 2021 verzeichnete die Stadt Marburg wohl insbesondere durch die Ansiedlung von BioNTech am Standort Behringwerke den stärksten prozentualen Anstieg der Gewerbesteuereinnahmen aller hessischen Kommunen. Obwohl die Stadt 70 % der zusätzlichen Einnahmen an Kreis und Land abgebe, plant die Stadt auch für 2022 mit einem großen Haushaltsplus und beschloss die Senkung des Gewerbesteuerhebesatzes ab Anfang 2022 von 400 auf 357 Punkte. Als politische Auswirkung trat daraufhin die Linke nur zwei Wochen nach Unterzeichnung des Koalitionsvertrags aus der Regierungskoalition aus, die jedoch auch ohne die Partei eine Mehrheit hat und weiterhin regiert.

### Sportsponsoring
Auch im Sponsoring der örtlichen Sportvereine spielen die Betriebe eine wichtige Rolle. So ist Standortbetreiber Pharmaserv Namenssponsor des BC Pharmaserv Marburg, der unter anderem in der DBBL und in der WNBL Mannschaften stellt. Weiterer wichtiger Sponsor des Vereins ist CSL Behring, die sich auch als Sponsor bei den Marburg Mercenaries (GFL) engagiert.

### Firmen im Umfeld
Neben direkt am Standort angesiedelten Handwerks- und Dienstleistungsunternehmen haben sich auch auf die Pharmaindustrie spezialisierte Maschinenbauer in der Region angesiedelt wie z. B. Hof Sonderanlagenbau oder ein Standort der Optima pharma GmbH.